# Буддійська архітектура

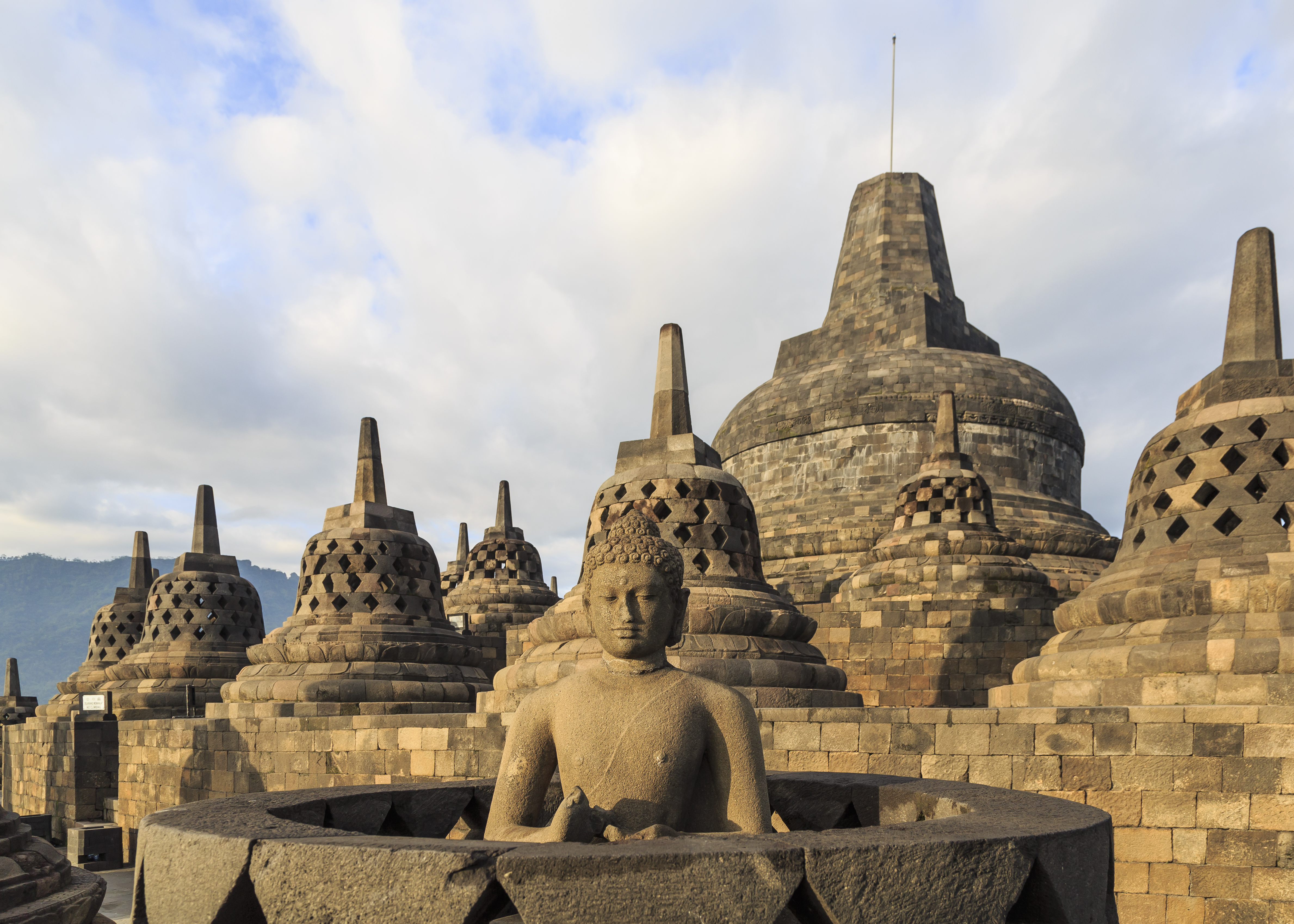
Статуя Будди в Боробудурі (Індонезія), найбільшому в світі буддійському храмі.

Буддійська культова архітектура розвивалася на півострові Індостан. З релігійною архітектурою раннього буддизму пов’язані три типи споруд: монастирі (вігари), місця для поклоніння реліквіям (ступи) і святині або молитовні зали (чайтьї, також звані чайтья гріхи), які пізніше стали називати храмами в деяких країнах. 
Початковою функцією ступи було шанування та збереження мощей Гаутами Будди. Найдавнішим археологічно відомим зразком ступи є реліктова ступа, розташована в Вайшалі, Біхар в Індії.  
Відповідно до змін у релігійній практиці ступи поступово були включені в чайтья-гріхи (молитовні зали). Прикладом цього є комплекси печер Аджанта та печер Еллора (Махараштра). Іншим відомим прикладом є храм Махабодхі в Бодх-Гая в Біхарі.

## Ранній розвиток в Індії

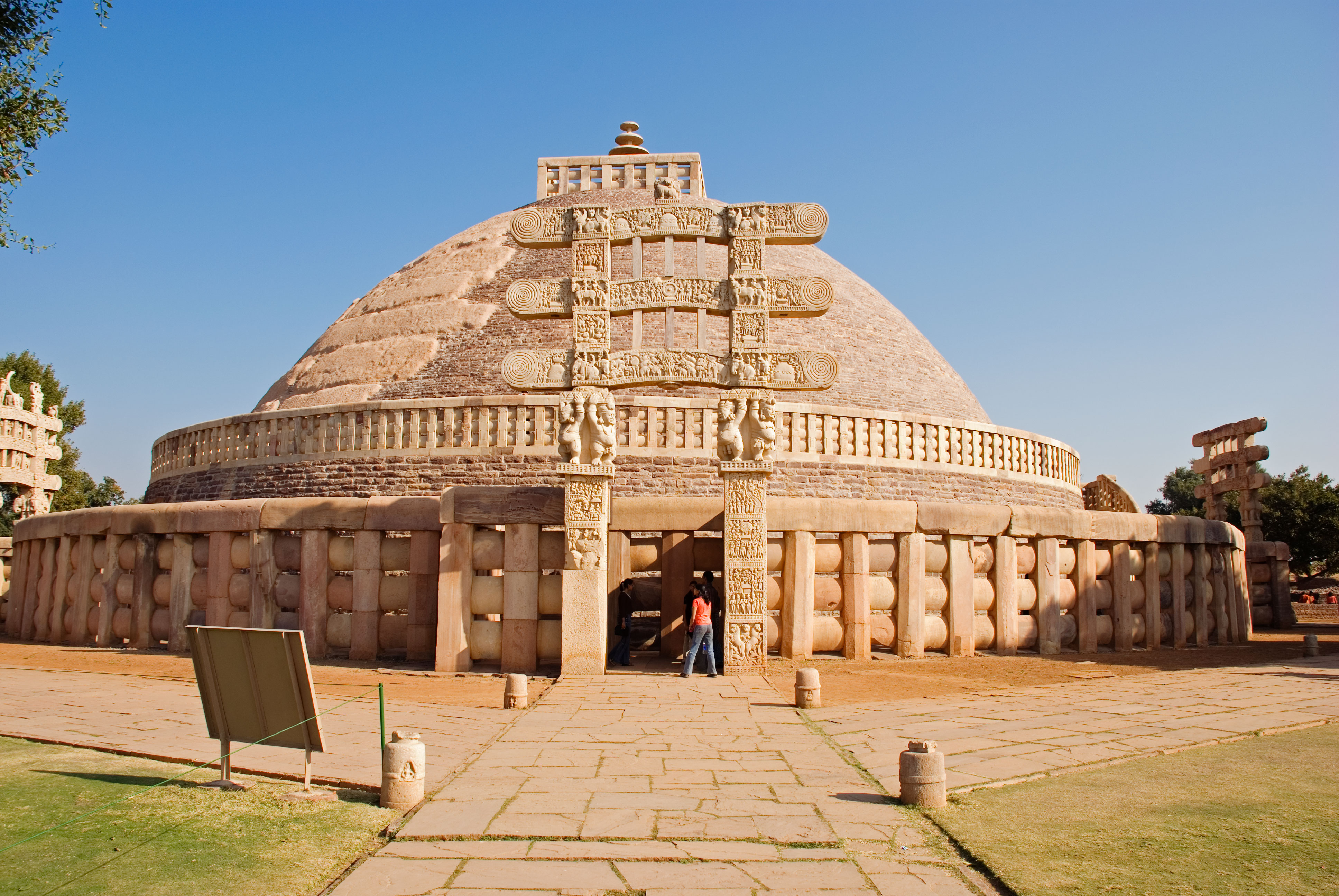
Велика ступа в Санчі

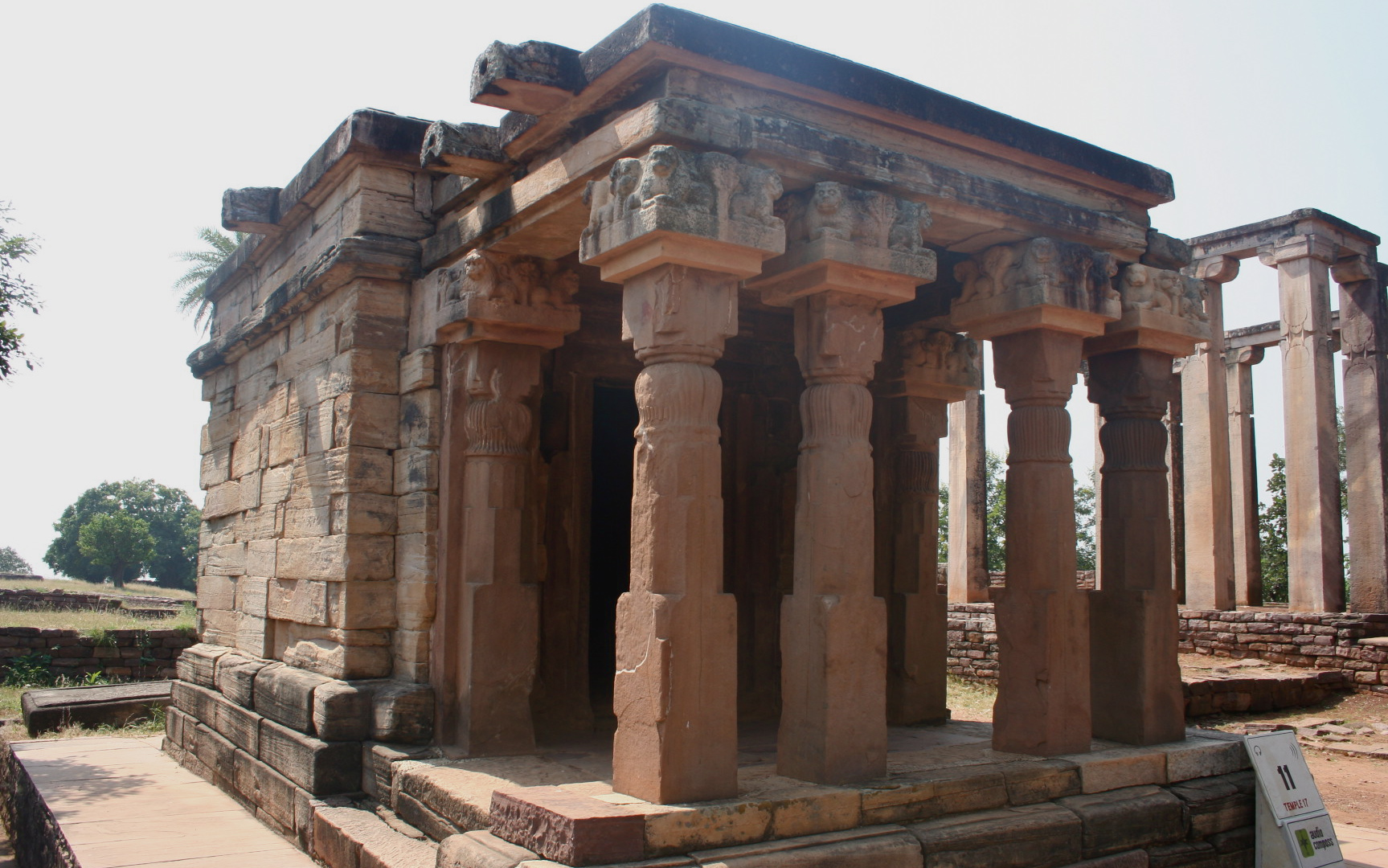
Храм періоду Гупта в Санчі, окрім Апсидального залу з фундаментом Маур’я

Характерним новим розвитком буддистських релігійних місць була ступа. Ступи спочатку були більше скульптурами, ніж будівлями, по суті, маркерами якогось святого місця або вшануванням святої людини, яка там жила. Пізніші форми є більш складними і також у багатьох випадках відсилають до моделі гори Меру.
Одне з найдавніших буддистських місць, що все ще існує, знаходиться в Санчі, Індія, і воно зосереджено на ступі, яку, як кажуть, побудував король Ашока (273–236 рр. до н. е.). Оригінальна проста споруда укладена в пізнішу, більш декоративну, і протягом двох століть усе місце вдосконалювалося. Чотири сторони світу позначені складними кам’яними воротами.
Як і у випадку з буддійським мистецтвом, архітектура йшла слідом за поширенням буддизму в Південній та Східній Азії, і саме ранні індійські моделі послужили першою точкою відліку, хоча буддизм фактично зник із самої Індії в 10 столітті.
Протягом останніх двох століть до н. е. оздоблення буддистських місць ставало дедалі витонченішим із появою табличок і фризів, зокрема людських фігур, особливо на ступах. Однак Будда не був представлений у людській формі до 1 століття нашої ери. Натомість використовували аніконічні символи в буддійському мистецтві. Це вплинуло на розвиток храмів, які згодом у більшості випадків стали фоном для зображень Будди.
У міру поширення буддизму стилі буддійської архітектури відрізнялися, відображаючи подібні тенденції в буддійському мистецтві. На форму будівлі також певною мірою вплинули різні форми буддизму в північних країнах, які сповідували в основному буддизм Махаяни, і на півдні, де переважав буддизм Тхеравади.

## Регіональна буддійська архітектура

### Китай

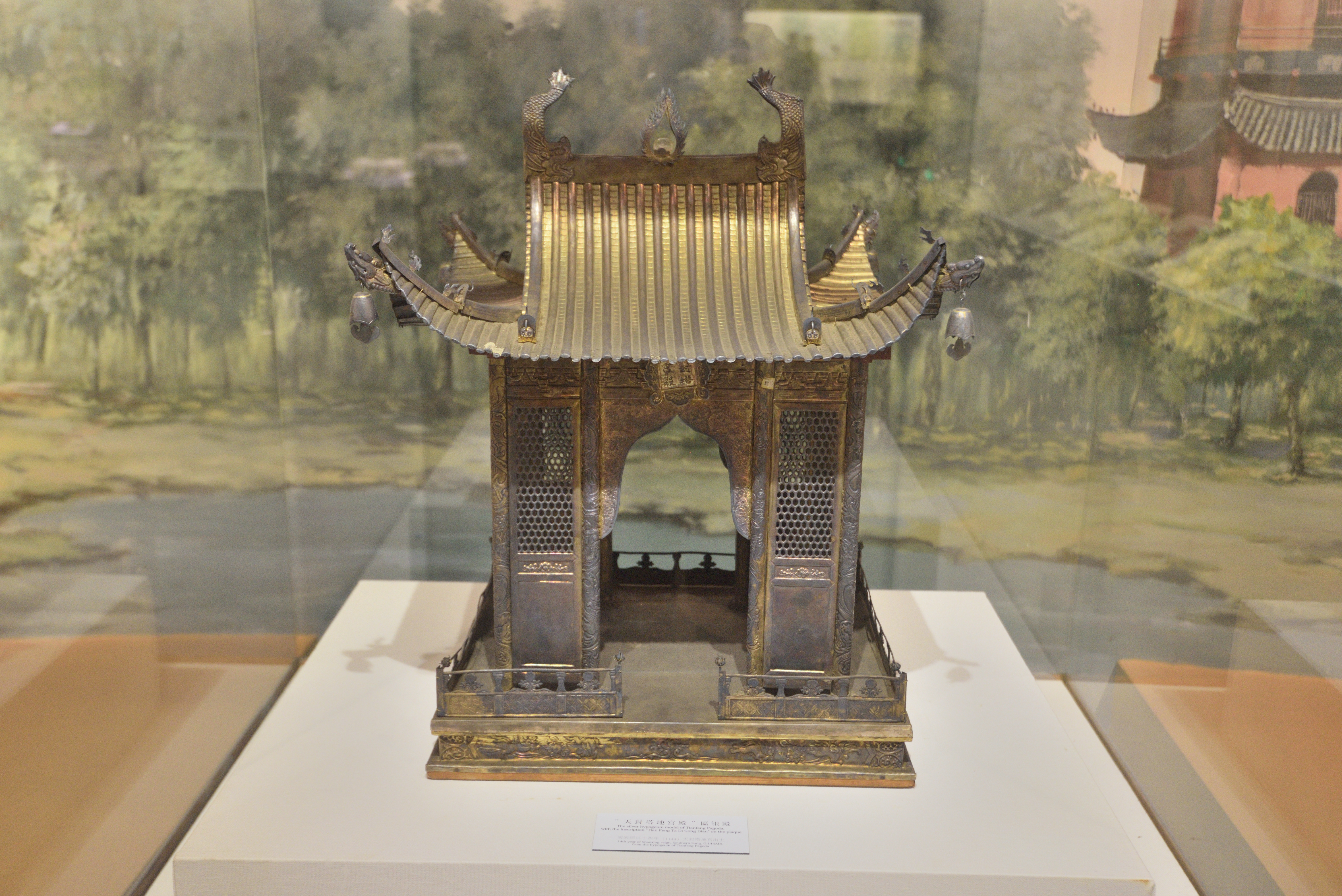
Мініатюрний храм, створений у 1114 році нашої ери, династія Сун

Коли буддизм прийшов до Китаю, разом з ним прийшла і буддійська архітектура. Було побудовано багато монастирів, приблизно 45 000. Ці монастирі були наповнені зразками буддійської архітектури, і через це вони займають дуже важливе місце в китайській архітектурі. Одним із найдавніших збережених прикладів є цегляна пагода в монастирі Сонюе в повіті Денфен.

### Індонезія

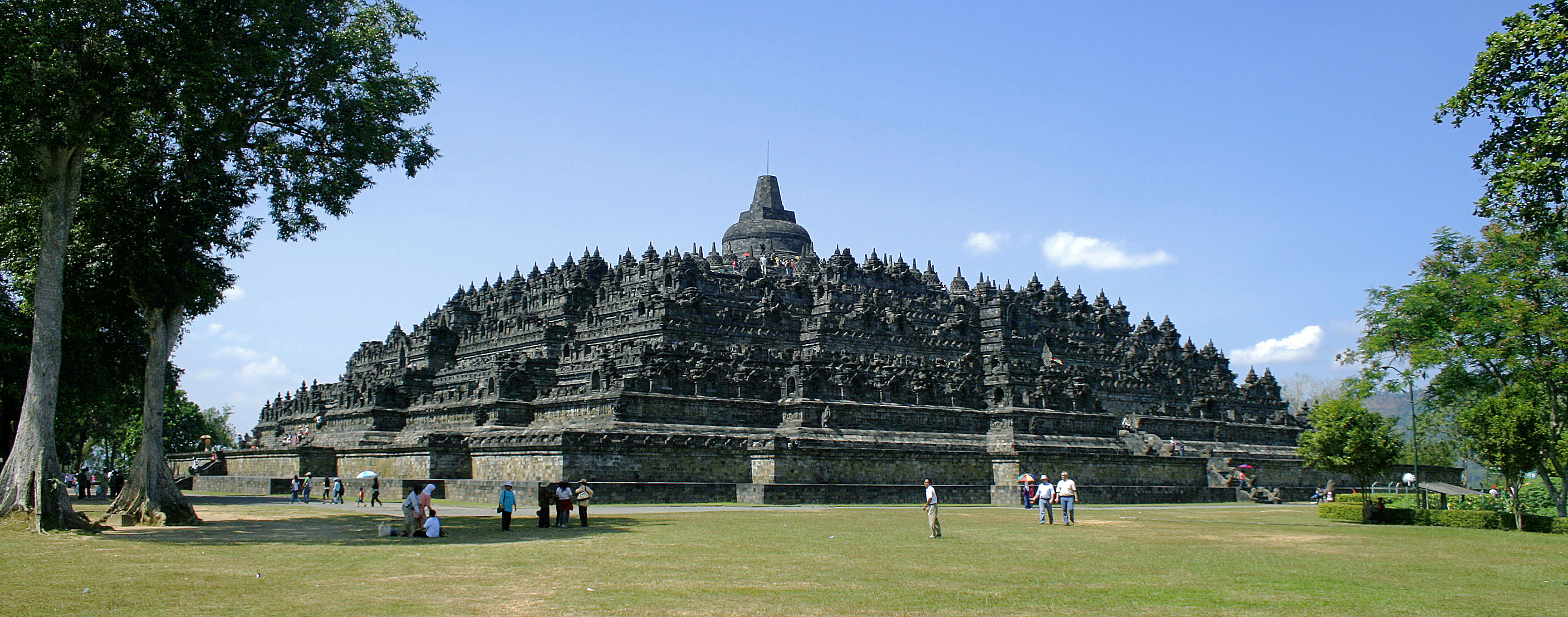
Боробудур, буддистський храм Махаяни 9-го століття в регіоні Магеланг, Центральна Ява, Індонезія. Його прикрашають 2672 рельєфні панелі та 504 статуї Будди.

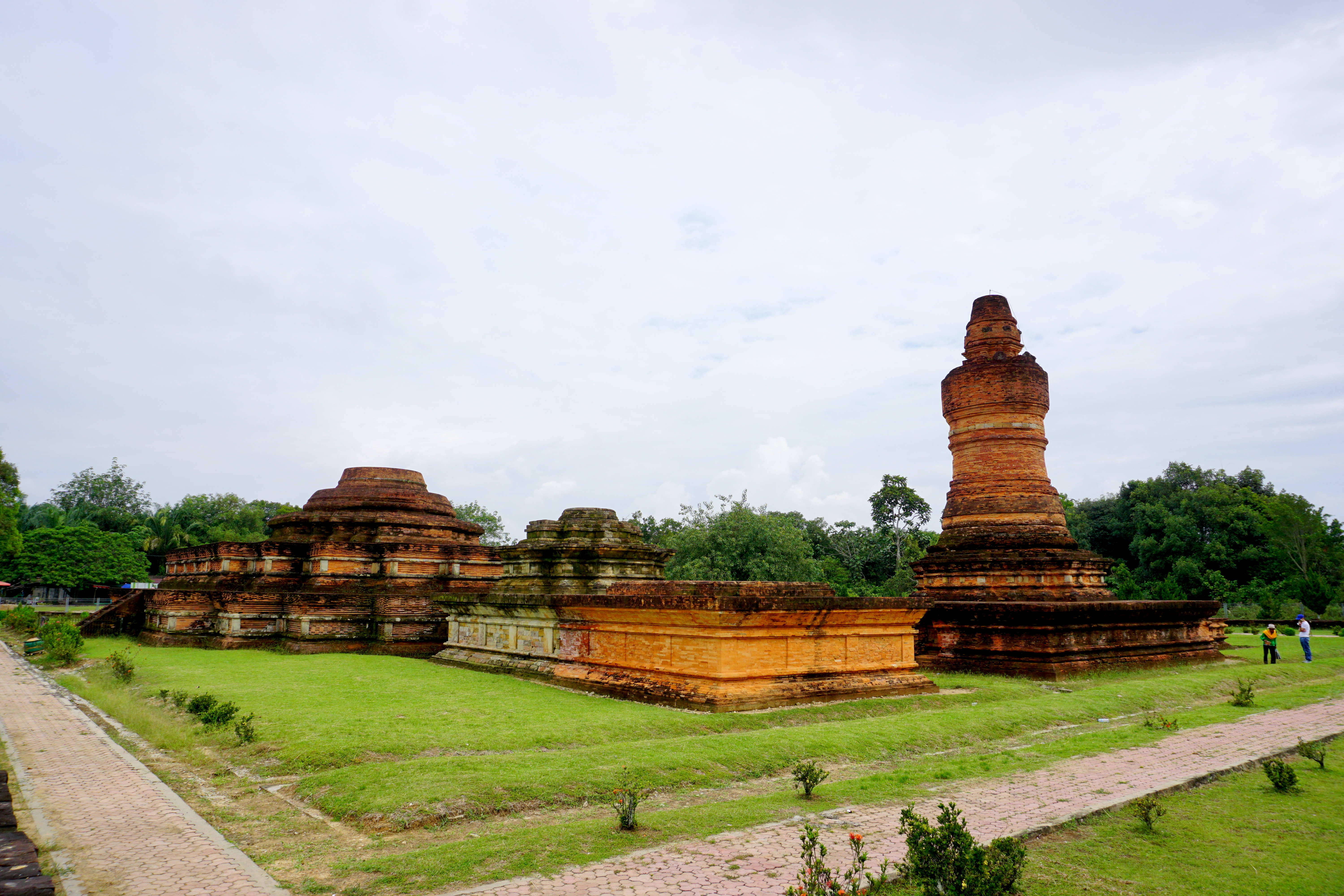
Храм Муара Такус, буддистський храм XI століття на Суматрі.

Буддизм та індуїзм досягли Індонезійського архіпелагу на початку першого тисячоліття. Найстарішою храмовою спорудою, що збереглася на Яві, є храми Батуджая в Каравангу, Західна Ява, датовані ще 5 століттям.  Храм був буддійським місцем, про що свідчать виявлені буддійські вотивні таблички та цегляна структура ступи.
Апогеєм стародавнього індонезійського буддійського мистецтва та архітектури стала епоха яванської династії Шайлендра, яка правила королівством Матарам у Центральній Яві приблизно з 8 по 9 століття нашої ери. Найвидатнішим прикладом є Боробудур 9-го століття, масивна ступа, яка мала форму складної ступінчастої піраміди, що мала план кам'яної мандали. Стіни та балюстради прикрашені вишуканими барельєфами, загальною площею 2500 квадратних метрів. Навколо круглих платформ знаходяться 72 ажурні ступи, кожна з яких містить статую Будди.  Боробудур визнаний найбільшим буддійським храмом у світі. 

### Таїланд

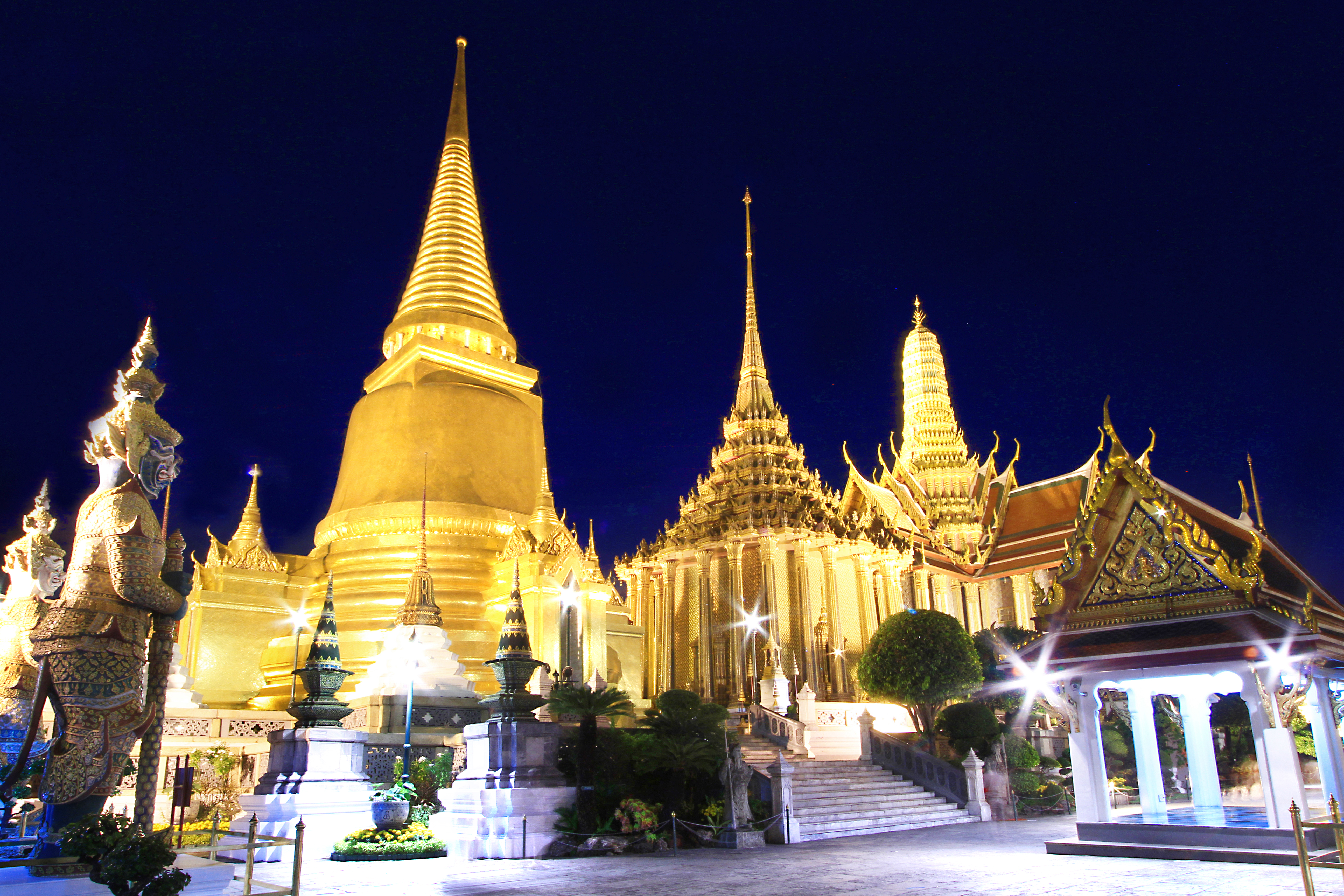
Ват Пхра Кео, Бангкок, Таїланд

У Таїланді буддистські храми відомі як ват, з мави палі vāṭa, що означає «огородження». Ват зазвичай складається з двох частин: Пхутхават (територія для поклоніння Будді) і Санггават (монастир, присвячений Сангха).
Тайські буддистські храми зазвичай містять золоті чеді у формі дзвонової вежі-ступи, покритої листовим золотом, що містить камеру реліквій. Ще одна типова особливість - вежа Пранг у верхньому центрі споруди буддійського храму. Тайські буддистські храми складаються з кількох споруд, включаючи Убосот (зал священнодійства), Віхан (віхара), Мондоп (мандапа), Хо трай (бібліотека), Сала (відкритий павільйон), Хо ракханг (дзвіниця) та інші допоміжні будівлі.
Усі ці храмові споруди мають кілька ярусів даху. Орнаментовані яруси використовуються для дахів храмів, палаців і важливих будівель. Найчастіше використовуються два або три яруси, але в деяких царських храмах їх чотири.

### Бурятія
Архітектура бурятських дацанів XVIII ст. відрізнялася від буддійських зодчих зразків Монголії та Тибету. Композиція була заснована на символічному аспекті та відображала мандалу - горизонтальну проекцію Всесвіту. Гора Сумеру була вертикальною осію споруди.
Кінець XIX століття був періодом різкого переходу в бурятській архітектурі. Раніше, в багатоголових храмах, архітектурна репрезентація вирішувалася за допомогою символіки та високих акцентів, а декору було майже немає. Замість цього, нові будівлі були зведені з більш величним та багатим декором, який відображав зростаючу могутність та претензії на владу бурятської буддійської церкви. У другій половині XIX століття, православні місіонери скаржилися на недостатню ефективність своєї діяльності, вважаючи, що це пов'язано зі скромністю православних церков порівняно з дацанами.
Важним елементом архітектури бурятських храмів є високий ганок з критими сходами, який є наслідком впливу російської архітектури. Такий елемент робив бурятський храм відрізняється від ламаїстських храмів Монголії та Тибету, де сходи нерідко мали військово-оборонну функцію. Потреба у високому ганку та сходах пов'язана з наявністю в бурятських храмах високих цоколів, що визначалося як природними умовами, так і російським досвідом будівництва.
Обо - місце поклоніння місцевим духам, які можуть бути предками, божествами або духами шаманів. Конструкція поєднує різні культові елементи, такі як культ військових лідерів, предків, зброї та гір. Обоо можуть бути зведені на честь конкретних лідерів або політичних діячів і містять захисну та холодну зброю.

## Приклади

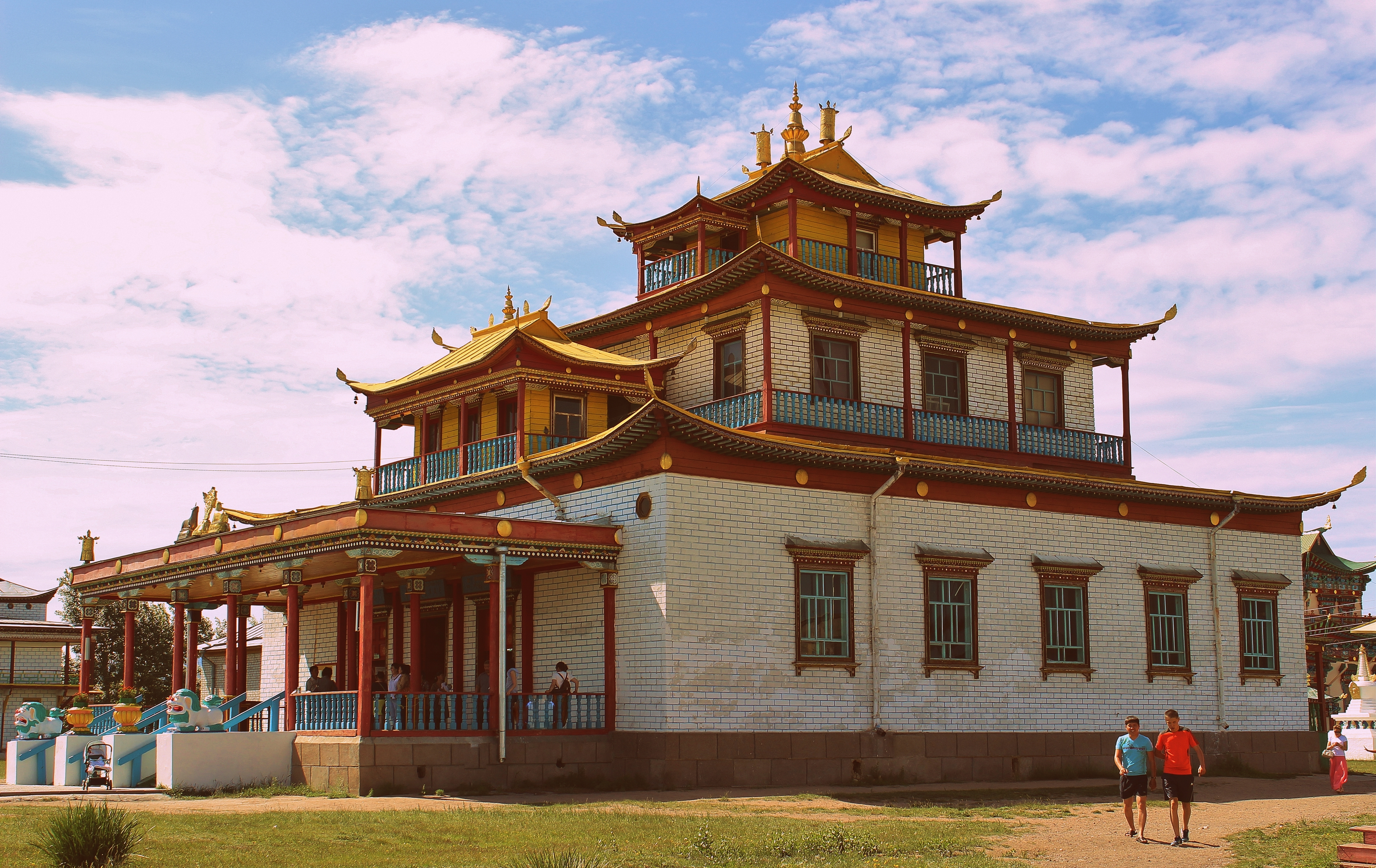
Цогчен-дуган в Іволгінському дацані, Бурятія. 2012 рік
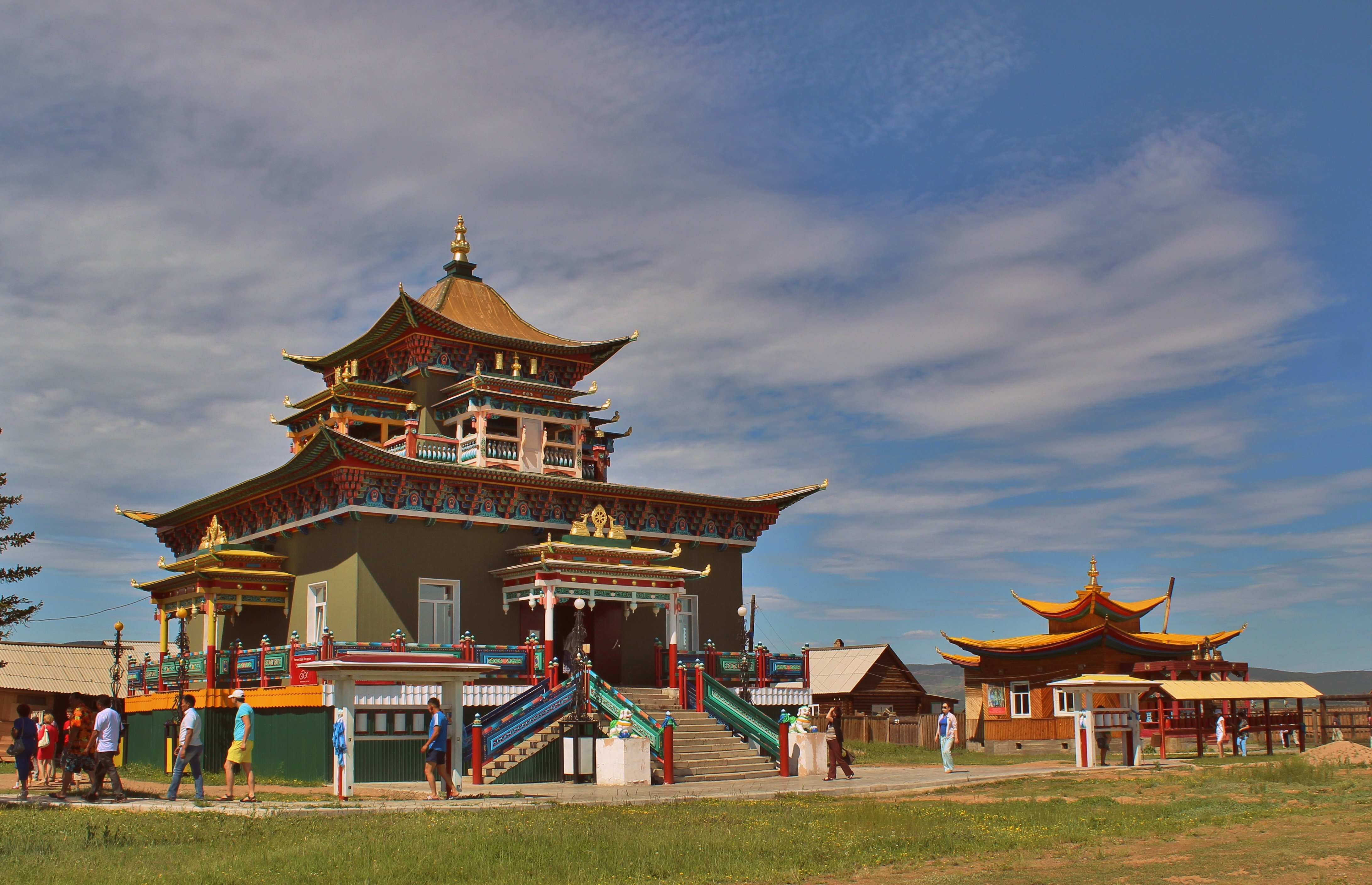
Дуган Зеленої Тари в Іволгінському данці, Бурятія. 2012 рік
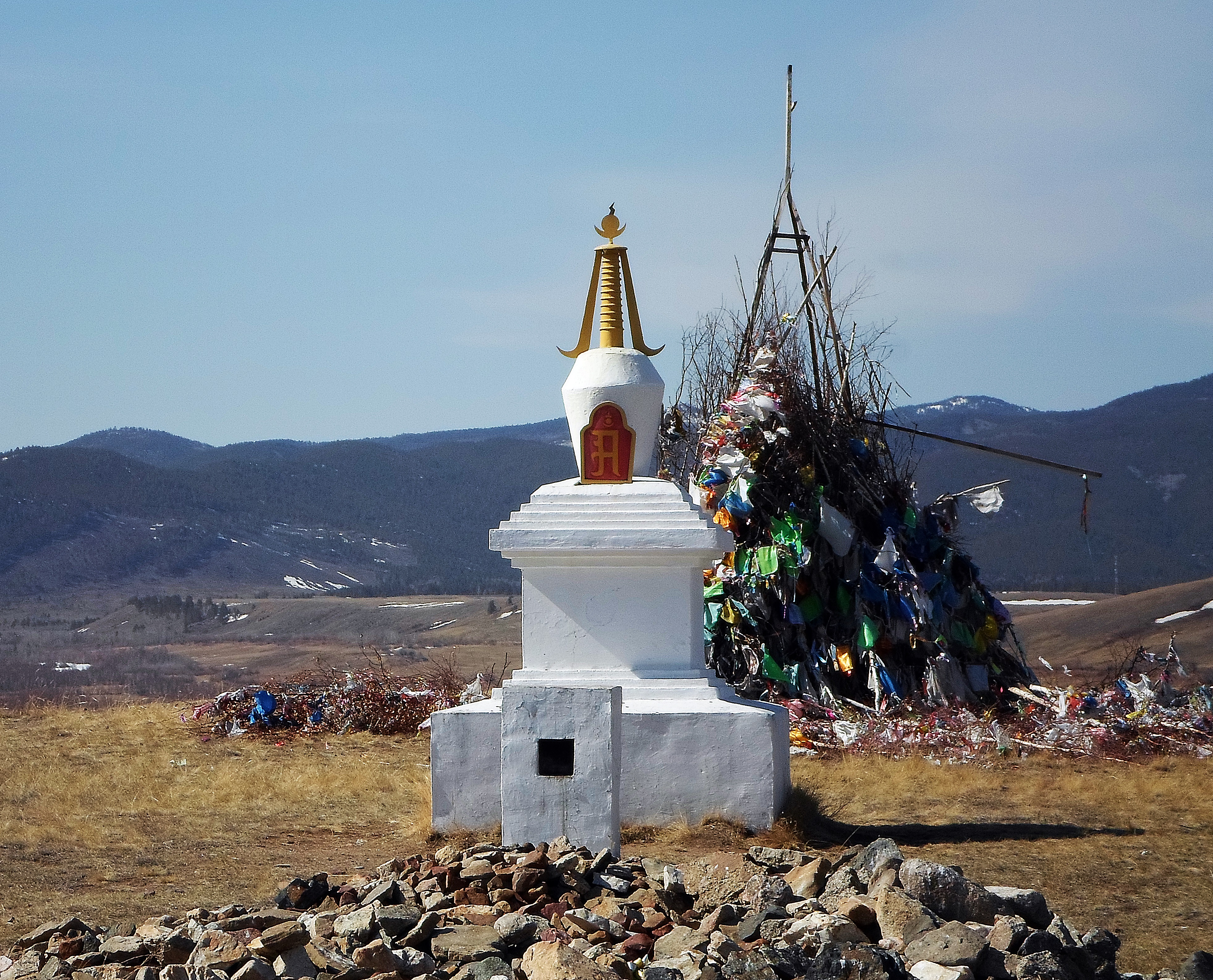
Ехе обоо у Селенгінському районі Бурятії
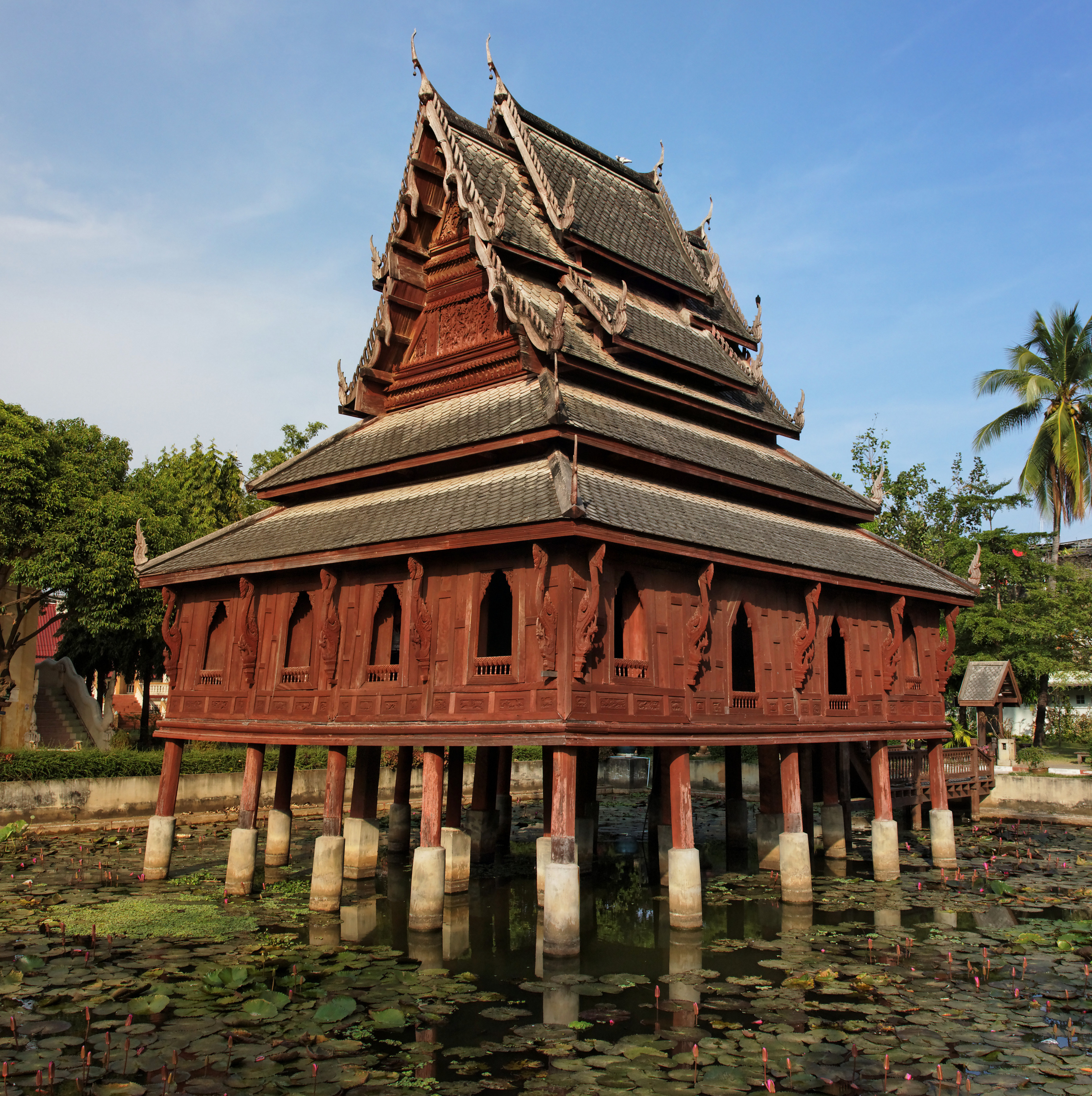
Ват Тхунг Сі Муанг, Убонратчатхані, Таїланд
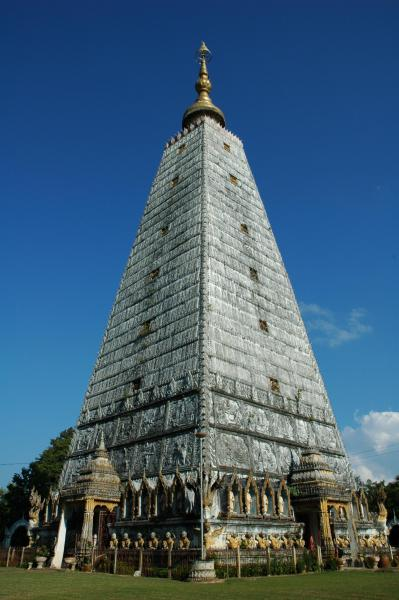
Пагода монастирю Ват Нонг Буа, Убонратчатхані, Таїланд
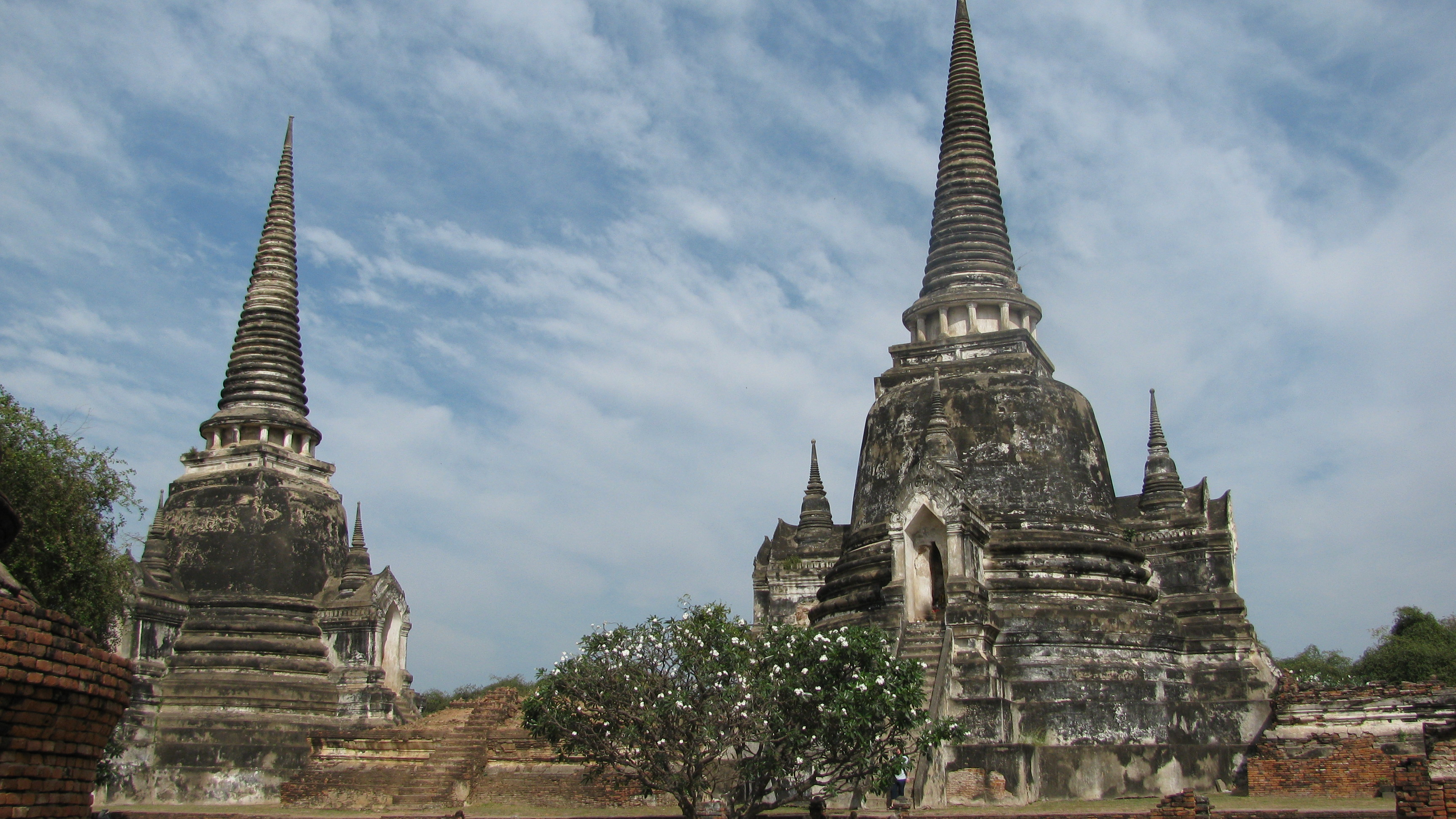
Храми Аюттхая, Таїланд